# メモリアル・カップ
メモリアル・カップ（Memorial Cup）はカナダのジュニアアイスホッケーの頂点を決める大会で、カナディアン・ホッケー・リーグにおけるプレーオフである。もしくは優勝トロフィーでもある。現在はダウ・ケミカルがスポンサーであるため、ダウ・メモリアル・カップとして開催されている。2024年大会はサギノー・スピリットが優勝した。

## 概要
メモリアル・カップは1919年に創設。オンタリオ・ホッケー・アソシエーション（OHA）から寄贈されたトロフィーである。
1934年にOHAの部がジュニアAとジュニアBに分けられることとなり、ジュニアAのための大会となった。OHAジュニアBの大会はサダーランドカップ (en:Sutherland Cup)となった。オンタリオのみならず、西カナダに属するチームも出場出来た。
1970-71年にカナダホッケーの部がさらに区分化され、ジュニアAはジュニアメジャーとジュニアAに分けられた。このため、この大会はジュニアメジャーの大会となった。ジュニアAの大会はセンテニアルカップ (en:Centennial Cup)となった。1975年、カナディアンホッケーリーグ (en:Canadian Hockey League)が設立され、正式にこれに属する3リーグの優勝チームと開催都市の4チームによって争われる。
大会はオンタリオホッケーリーグ (en:Ontario Hockey League)、ウェスタンホッケーリーグ (en:Western Hockey League)、ケベック・メジャージュニアホッケーリーグ (en:Quebec Major Junior Hockey League)の優勝チームに加え、開催都市(開催都市に属するチームは自動的に出場できるわけではなく、所属するリーグのプレーオフで優勝もしくは準優勝する、またはプレーオフに出場する必要がある。過去に4回、開催都市に所属するチームが出場を辞退、それぞれ所属するリーグの準優勝のチームが出場した。)のチームの4チームによって争われる。まず総当りでリーグ戦を行い、1位チームが決勝進出。2位と3位同士で決勝進出決定戦を行い、敗者が3位となる。決勝でメモリアル・カップチャンピオンが決定される。

## 個人賞
- スタッフォード・スマイス記念賞 - (MVP)
- ジョージ・パーソンズ・トロフィー - (スポーツマンシップ)
- ハップ・エムズ記念賞 - (最優秀ゴールテンダー)
- Ed Chynoweth Trophy - (得点王)
- オールスターチーム